# Clasificación para la Copa Africana de Naciones de 1990
La Clasificación para la Copa Africana de Naciones 1990 contó con la participación de 33 selecciones nacionales de África en la lucha por seis plazas para la fase final del torneo a disputarse en Argelia en 1990.
Argelia clasificó directamente por ser el país organizador de la fase final y Camerún clasificó directamente por ser el campeón de la edición anterior.

## Resultados

### Ronda preliminar
| Equipo 1   | Agr.           | Equipo 2          | Ida | Vuelta |
| ---------- | -------------- | ----------------- | --- | ------ |
| Angola     | 4-1            | Guinea Ecuatorial | 4-1 | 0-0    |
| Gabón      | 3-1            | Burkina Faso      | 3-0 | 0-1    |
| Liberia    | 0-4            | Malí              | 0-1 | 0-3    |
| Mauricio   | 3-1            | Seychelles        | 3-0 | 0-1    |
| Tanzania   | 2-2 (1-3 pen.) | Suazilandia       | 1-1 | 1-1    |
| Etiopía    | w.o.           | Uganda            | -   | -      |
| Gambia     | w.o.           | Guinea            | -   | -      |
| Mauritania | w.o.           | Libia             | -   | -      |
| Mozambique | w.o.           | Madagascar        | -   | -      |

### Detalle de partidos
| 1 de octubre de 1988 | Tanzania        | 1:1 | Suazilandia | -, Dar es-Salam, Tanzania   |                             |
|                      | Hamisi Gaga 57' |     | Anotado     | Árbitro(s): Katongo Kabungo | Árbitro(s): Katongo Kabungo |

| 16 de octubre de 1988 | Suazilandia | 1:1 (3:1 p.)(Global 2:2) | Tanzania          | -, Mbabane, Suazilandia   |                           |
|                       |             |                          | 88' Felician Fumo | Árbitro(s): John Nkathazo | Árbitro(s): John Nkathazo |

Suazilandia pasó de ronda con un marcador global (2:2) Definición por penales (3:1)
| 2 de octubre de 1988 | Angola                                                   | 4:1 (1:0) | Guinea Ecuatorial | -, Luanda, Angola         |                           |
|                      | Mendinho 43' · Alfredo Barbosa 46' · Vieira Dias 54' 89' |           | 61' Pedro         | Árbitro(s): Wa Ntambidila | Árbitro(s): Wa Ntambidila |

| 16 de octubre de 1988 | Guinea Ecuatorial | 0:0 (0:0) (Global 1:4) | Angola | -, Malabo, Guinea Ecuatorial         |  |
|                       |                   |                        |        | Árbitro(s): Pierre Alain Mounguengui |  |

Angola pasó de ronda con un marcador global (4:1)
| 2 de octubre de 1988 | Liberia | 0:1 | Malí | -, Monrovia, Liberia |  |

| 16 de octubre de 1988 | Malí                                                 | 3:1 (2:0) (Global 4:1) | Liberia             | -, Bamako, Malí         |                         |
|                       | Mahamadou Cissé 17' · Traoré 36' · Seydou Diarra 87' |                        | 89' Jonathan Sogbie | Árbitro(s): Saidou Sowe | Árbitro(s): Saidou Sowe |

Malí pasó de ronda con un marcador global (4:1)
| 2 de octubre de 1988 | Mauricio | 3:0 | Seychelles | -, Curepipe, Mauricio      |  |
|                      |          |     |            | Árbitro(s): Wallace Mabuza |  |

| 16 de octubre de 1988 | Seychelles         | 1:0 (0:0) (Global 1:3) | Mauricio | -, Victoria, Seychelles     |                             |
|                       | Rajen Dorasamy 62' |                        |          | Árbitro(s): William Ochieng | Árbitro(s): William Ochieng |

Mauricio pasó de ronda con un marcador global (3:1)
| 9 de octubre de 1988 | Gabón                  | 3:0 | Burkina Faso | -, Libreville, Gabón |  |
|                      | Michel Minko 37' 85' · |     |              |                      |  |

| 23 de octubre de 1988 | Burkina Faso          | 1:0 (1:0) (Global 1:3) | Gabón | -, Uagadugú, Burkina Faso |                           |
|                       | Gabriel Gnimassou 29' |                        |       | Árbitro(s): Issaka Diallo | Árbitro(s): Issaka Diallo |

Gabón pasó de ronda con un marcador global (3:1)
|  | Etiopía | w/o | Uganda |  |  |

|  | Uganda | w/o | Etiopía |  |  |

Etiopía pasó de ronda después que Uganda se retirara
|  | Guinea | w/o | Gambia |  |  |

|  | Gambia | w/o | Guinea |  |  |

Guinea pasó de ronda después que Gambia se retirara
|  | Libia | w/o | Mauritania |  |  |

|  | Mauritania | w/o | Libia |  |  |

Libia pasó de ronda después que Mauritania se retirara
|  | Mozambique | w/o | Madagascar |  |  |

|  | Madagascar | w/o | Mozambique |  |  |

Mozambique pasó de ronda después que Madagascar se retirara

### Primera ronda
| Equipo 1    | Agr.           | Equipo 2        | Ida | Vuelta |
| ----------- | -------------- | --------------- | --- | ------ |
| Angola      | 1-6            | Costa de Marfil | 0-2 | 1-4    |
| Etiopía     | 2-6            | Egipto          | 1-0 | 1-6    |
| Gabón       | 1-1 (5-3 pen.) | Ghana           | 1-0 | 0-1    |
| Guinea      | 1-4            | Nigeria         | 1-1 | 0-3    |
| Malí        | 1-1 (a)        | Marruecos       | 0-0 | 1-1    |
| Mauricio    | 1-5            | Zimbabue        | 1-4 | 0-1    |
| Mozambique  | 0-4            | Zambia          | 0-1 | 0-3    |
| Sudán       | 1-1 (5-6 pen.) | Kenia           | 1-0 | 0-1    |
| Senegal     | w.o.           | Togo            | -   | -      |
| Túnez       | w.o.           | Libia           | -   | -      |
| Zaire       | w.o.           | Sierra Leona    | -   | -      |
| Suazilandia | 1-3            | Malaui          | 0-2 | 1-1    |

### Detalle de partidos
| 7 de abril de 1989 | Sudán | 1:0 | Kenia | -, Jartum, Sudán                  |  |
|                    |       |     |       | Árbitro(s): Mohamed Hossam Al-Din |  |

| 23 de abril de 1989 | Kenia      | 1:0 (6:5 p.)(Global 1:1) | Sudán | Estadio Nacional Nyayo, Nairobi, Kenia |  |
|                     | Peter Dawo |                          |       |                                        |  |

Kenia pasó de ronda con un marcador global (1:1) Definición por penales (6:5)
| 9 de abril de 1989 | Etiopía | 1:0 | Egipto | Estadio Hailé Sélassié, Adís Abeba, Etiopía |  |
|                    |         |     |        | Árbitro(s): William Ochieng                 |  |

| 21 de abril de 1989 | Egipto                                                                   | 6:1 (Global 6:2) | Etiopía | Nasser Stadium, El Cairo, Egipto        |                                         |
|                     | Gamal Abdel-Hamid 5' 13' 48' · Ahmed El-Kass 40' · Hossam Hassan 58' 75' |                  | Anotado | Árbitro(s): Mohamed Abdelsalam Gasmalla | Árbitro(s): Mohamed Abdelsalam Gasmalla |

Egipto pasó de ronda con un marcador global (6:2)
| 9 de abril de 1989 | Guinea            | 1:1 (1:1) | Nigeria               | Estadio 28 de Septiembre, Conakri, Guinea |                           |
|                    | Mohamd Camara 30' |           | 35' Abubakar Balarabe | Árbitro(s): Hassan Chafaï                 | Árbitro(s): Hassan Chafaï |

| 22 de abril de 1989 | Nigeria                                         | 3:0 (Global 4:1) | Guinea | Estadio Obafemi Awolowo, Ibadán, Nigeria |                            |
|                     | Friday Ekpo · David Adekola · Abubakar Balarabe |                  |        | Árbitro(s): Idrissa Traoré               | Árbitro(s): Idrissa Traoré |

Nigeria pasó de ronda con un marcador global (4:1)
| 9 de abril de 1989 | Gabón | 1:0 | Ghana | -, Libreville, Gabón       |  |
|                    |       |     |       | Árbitro(s): Laurent Petcha |  |

| 23 de abril de 1989 | Ghana | 1:0 (3:5 p.)(Global 1:1) | Gabón | -, Acra, Ghana |  |

Gabón pasó de ronda con un marcador global (1:1) Definición por penales (5:3)
| 9 de abril de 1989 | Malí | 0:0 (0:0) | Marruecos | -, Bamako, Malí          |  |
|                    |      |           |           | Árbitro(s): Idrissa Sarr |  |

| 23 de abril de 1989 | Marruecos    | 1:1 (Global 1:1) | Malí    | Stade El Harti, Marrakech, Marruecos |                         |
|                     | Hassan Nader |                  | Kouyaté | Árbitro(s): Neji Jouini              | Árbitro(s): Neji Jouini |

Malí clasificó con un marcador global (1:1) por la Regla del gol de visitante
| 9 de abril de 1989 | Angola | 0:2 | Costa de Marfil | -, Luanda, Angola         |  |
|                    |        |     |                 | Árbitro(s): Gaston Engoua |  |

| 23 de abril de 1989 | Costa de Marfil                                    | 4:1 (Global 6:1) | Angola          | -, Abiyán, Costa de Marfil |                          |
|                     | Sékou Bamba · Abdoulaye Traoré · Yao Lambert Amani |                  | Celestino Ralph | Árbitro(s): Louis Laryea   | Árbitro(s): Louis Laryea |

Costa de Marfil pasó de ronda con un marcador global (6:1)
| 9 de abril de 1989 | Suazilandia | 0:2 (0:2) | Malaui                                  | -, Mbabane, Suazilandia   |                           |
|                    |             |           | 12' Frank Sinalo · 20' Peterkins Kayira | Árbitro(s): John Nkathazo | Árbitro(s): John Nkathazo |

| 23 de abril de 1989 | Malaui           | 1:1 (Global 3:1) | Suazilandia | -, Blantire, Malaui      |                          |
|                     | Peterkins Kayira |                  | Anotado     | Árbitro(s): Joel Mondoka | Árbitro(s): Joel Mondoka |

Malaui pasó de ronda con un marcador global (6:1)
| 9 de abril de 1989 | Mauricio          | 1:4 (1:3) | Zimbabue                                                                    | -, Curepipe, Mauricio        |                              |
|                    | Rajesh Gunesh 35' |           | 15' Stanley Ndunduma · 27' Friday Phiri · 40' David Mwanza · 87' John Phiri | Árbitro(s): Ali Tahir Hafidh | Árbitro(s): Ali Tahir Hafidh |

| 23 de abril de 1989 | Zimbabue | 1:0 (Global 5:1) | Mauricio | -, Harare, Zimbabue |  |

Zimbabue pasó de ronda con un marcador global (5:1)
| 16 de abril de 1989 | Mozambique | 0:1 | Zambia | -, Maputo, Mozambique          |  |
|                     |            |     |        | Árbitro(s): Eganaden Cadressen |  |

| 30 de abril de 1989 | Zambia             | 3:0 (Global 4:0) | Mozambique | -, Lusaka, Zambia           |                             |
|                     | Kenneth Malitoli · |                  |            | Árbitro(s): Charles Masembe | Árbitro(s): Charles Masembe |

Zambia pasó de ronda con un marcador global (4:0)
|  | Senegal | w/o | Togo |  |  |

|  | Togo | w/o | Senegal |  |  |

Senegal pasó de ronda después que Togo se retirara
|  | Túnez | w/o | Libia |  |  |

|  | Libia | w/o | Túnez |  |  |

Túnez pasó de ronda después que Libia se retirara
|  | Zaire | w/o | Sierra Leona |  |  |

|  | Sierra Leona | w/o | Zaire |  |  |

Zaire pasó de ronda después que Sierra Leona se retirara

### Segunda ronda
| Equipo 1 | Agr. | Equipo 2        | Ida | Vuelta |
| -------- | ---- | --------------- | --- | ------ |
| Egipto   | 2-0  | Zaire           | 2-0 | 0-0    |
| Nigeria  | 4-1  | Zimbabue        | 3-0 | 1-1    |
| Malaui   | 2-3  | Kenia           | 2-3 | 0-0    |
| Malí     | 3-5  | Costa de Marfil | 2-2 | 1-3    |
| Senegal  | 4-0  | Túnez           | 3-0 | 1-0    |
| Zambia   | 4-2  | Gabón           | 3-0 | 1-2    |

### Detalle de partidos
| 2 de julio de 1989 | Senegal                                    | 3:0 (0:0) | Túnez | Estadio Léopold Sédar Senghor, Dakar, Senegal |                                 |
|                    | Jules Bocandé 48' 77' · Lamine N'Diaye 53' |           |       | Árbitro(s): Abderrahmane Bergui               | Árbitro(s): Abderrahmane Bergui |

| 16 de julio de 1989 | Túnez | 0:1 (0:0) (Global 0:4) | Senegal          | Estadio El Menzah, Túnez, Túnez |                           |
|                     |       |                        | 88' Thierno Youm | Árbitro(s): Drissa Traoré       | Árbitro(s): Drissa Traoré |

Senegal clasificó a la Copa Africana de Naciones 1990 con un marcador global (4:0)
| 16 de julio de 1989 | Malaui                                  | 2:3 (0:2) | Kenia                                                     | Estadio Kamuzu, Blantire, Malaui |  |
|                     | Gilbert Chirwa 75' · Young Chimodzi 78' |           | 5' Young Chimodzi · 9' Charles Otieno · 85' Anthony Ndolo |                                  |  |

| 29 de julio de 1989 | Kenia | 0:0 (0:0) (Global 3:2) | Malaui | Estadio Nacional Nyayo, Nairobi, Kenia |  |
|                     |       |                        |        | Árbitro(s): Mohamed Hafez              |  |

Kenia clasificó a la Copa Africana de Naciones 1990 con un marcador global (3:2)
| 16 de julio de 1989 | Egipto                               | 2:0 (0:0) | Zaire | Nasser Stadium, El Cairo, Egipto |                             |
|                     | Hossam Hassan 57' · Ayman Shawky 67' |           |       | Árbitro(s): Abdelali Naciri      | Árbitro(s): Abdelali Naciri |

| 30 de julio de 1989 | Zaire | 0:0 (0:0) (Global 0:2) | Egipto | Estadio Tata Raphaël, Kinsasa, Zaire |  |
|                     |       |                        |        | Árbitro(s): Badou Jasseh             |  |

Egipto clasificó a la Copa Africana de Naciones 1990 con un marcador global (2:0)
| 16 de julio de 1989 | Nigeria                                              | 3:0 (2:0) | Zimbabue | Estadio Obafemi Awolowo, Ibadán, Nigeria |                         |
|                     | Etim Esin 30' · Carlos Murehwa 34' · Henry Nwosu 46' |           |          | Árbitro(s): Badara Sène                  | Árbitro(s): Badara Sène |

| 30 de julio de 1989 | Zimbabue        | 1:1 (1:0) (Global 1:4) | Nigeria        | Estadio Rufaro, Harare, Zimbabue |                          |
|                     | Friday Ekpo 21' |                        | 89' Jude Agada | Árbitro(s): Joel Mondoka         | Árbitro(s): Joel Mondoka |

Nigeria clasificó a la Copa Africana de Naciones 1990 con un marcador global (4:1)
| 16 de julio de 1989 | Malí                                      | 2:2 (1:1) | Costa de Marfil                        | -, Bamako, Malí            |                            |
|                     | Boubacar Sanogo 44' · Gaoussou Samaké 66' |           | 26' Abdoulaye Traoré · 56' Dali Yaohua | Árbitro(s): Ali Bin Nasser | Árbitro(s): Ali Bin Nasser |

| 30 de julio de 1989 | Costa de Marfil                                  | 3:1 (1:0) (Global 5:3) | Malí                | -, Abiyán, Costa de Marfil |                           |
|                     | Abdoulaye Traoré 37' 52' · Yao Lambert Amani 85' |                        | 86' Mahamadou Cissé | Árbitro(s): Gaston Engoua  | Árbitro(s): Gaston Engoua |

Costa de Marfil clasificó a la Copa Africana de Naciones 1990 con un marcador global (5:3)
| 16 de julio de 1989 | Zambia                           | 3:0 | Gabón | -, Lusaka, Zambia         |                           |
|                     | Kenneth Malitoli · Derby Makinka |     |       | Árbitro(s): Bekele Kidane | Árbitro(s): Bekele Kidane |

| 30 de julio de 1989 | Gabón                                  | 2:1 (2:1) (Global 2:4) | Zambia                 | -, Libreville, Gabón     |                          |
|                     | Joel Minko 15' · François Amégasse 43' |                        | 7' Wisdom Mumba Chansa | Árbitro(s): Idrissa Sarr | Árbitro(s): Idrissa Sarr |

Zambia clasificó a la Copa Africana de Naciones 1990 con un marcador global (4:2)

## Clasificados
| - Argelia (anfitrión) - Camerún (campeón) - Costa de Marfil - Egipto | - Kenia - Nigeria - Senegal - Zambia |